# Сальвадо, Альберт
Альбе́рт Сальвадо́ (кат. Albert Salvadó; 1 февраля 1951, Андорра-ла-Велья — 3 декабря 2020, Андорра-ла-Велья) — андоррский писатель на каталанском и испанском языках.
Учился на инженера. Автор детских сказок, эссе, исторических романов. Его произведения — смесь реальности, фикции и таинственности. Книги Альберта Сальвадо переведены на несколько языков, он — обладатель нескольких призов.

## Избранные произведения
- L’enigma de Constantí el Gran,
- El mestre de Kheops,
- L’anell d'Àtila
- El rapte, el mort i el Marsellès
- Jaume I el Conqueridor (El punyal del sarraí, La reina hongaresa, Parleu o mateu-me)
- L’ull del diable
- El relat de Gunter Psarris
- Un vot per l’esperança
- Els ulls d’Anníbal
- L’ombra d’Ali Bei (Maleït català!, Maleït musulmà!, Maleït cristià!)
- La gran concubina d’Amon
- L’informe Phaeton
- Una vida en joc
- Obre els ulls i desperta
- Vols viure??